# Xeniákos
Xeniákos, en grec moderne : Ξενιάκος, est un village du dème de Viánnos, en Crète, en Grèce. Selon le recensement de 2011, la population de Xeniákos compte 117 habitants. Le village est situé à une altitude de 500 m et à une distance de 54 km de Héraklion.